# El cavaller de l'oest
El cavaller de l'oest (original: Along Came Jones) és una pel·lícula estatunidenca dirigida per Stuart Heisler, estrenada el 1945. Ha estat doblada al català.

## Argument
Melody Jones (Gary Cooper) i el seu amic George Fury (William Demarest) vaguen en una ciutat. Jones és confós amb un bandit anomenat Monte Jarrad (Dan Duryea), que li ha causat una infinitat de problemes. Mentrestant, el real Jarrad s'està amagant a la casa de la seva nòvia, Cherry de Longpré (Loretta Young). Al principi, ella intenta utilitzar el nouvingut, però quan arriba a conèixer a Jones, els seus sentiments comencen a canviar.

## Repartiment
- Gary Cooper: Melody Jones
- Loretta Young: Cherry de Longpre
- William Demarest: George Fury
- Dan Duryea: Monte Jarrad
- Frank Sully: Avery de Longpre
- Don Costello: Leo Gledhill
- Walter Sande: Ira Waggoner
- Russell Simpson: Pop de Longpre
- Arthur Loft: Xerif
- Willard Robertson: Luke Packard
- Ray Teal: Kriendler
- Lane Chandler: Boone

## Al voltant de la pel·lícula
Aquest film probablement ha inspirat la cançó de Jerry Leiber i Mike Stoller titulada Along Came Jones.

## Galeria

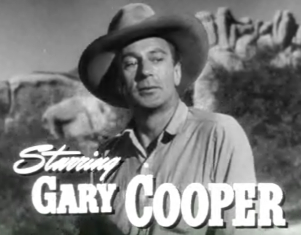
Gary Cooper
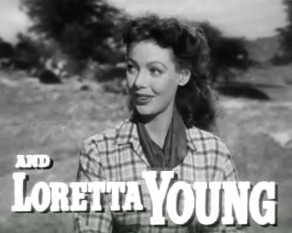
Loretta Youn
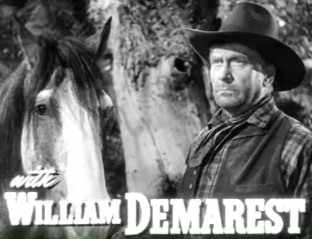
William Demarest
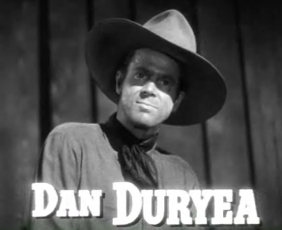
Dan Duryea